# Členění Alp

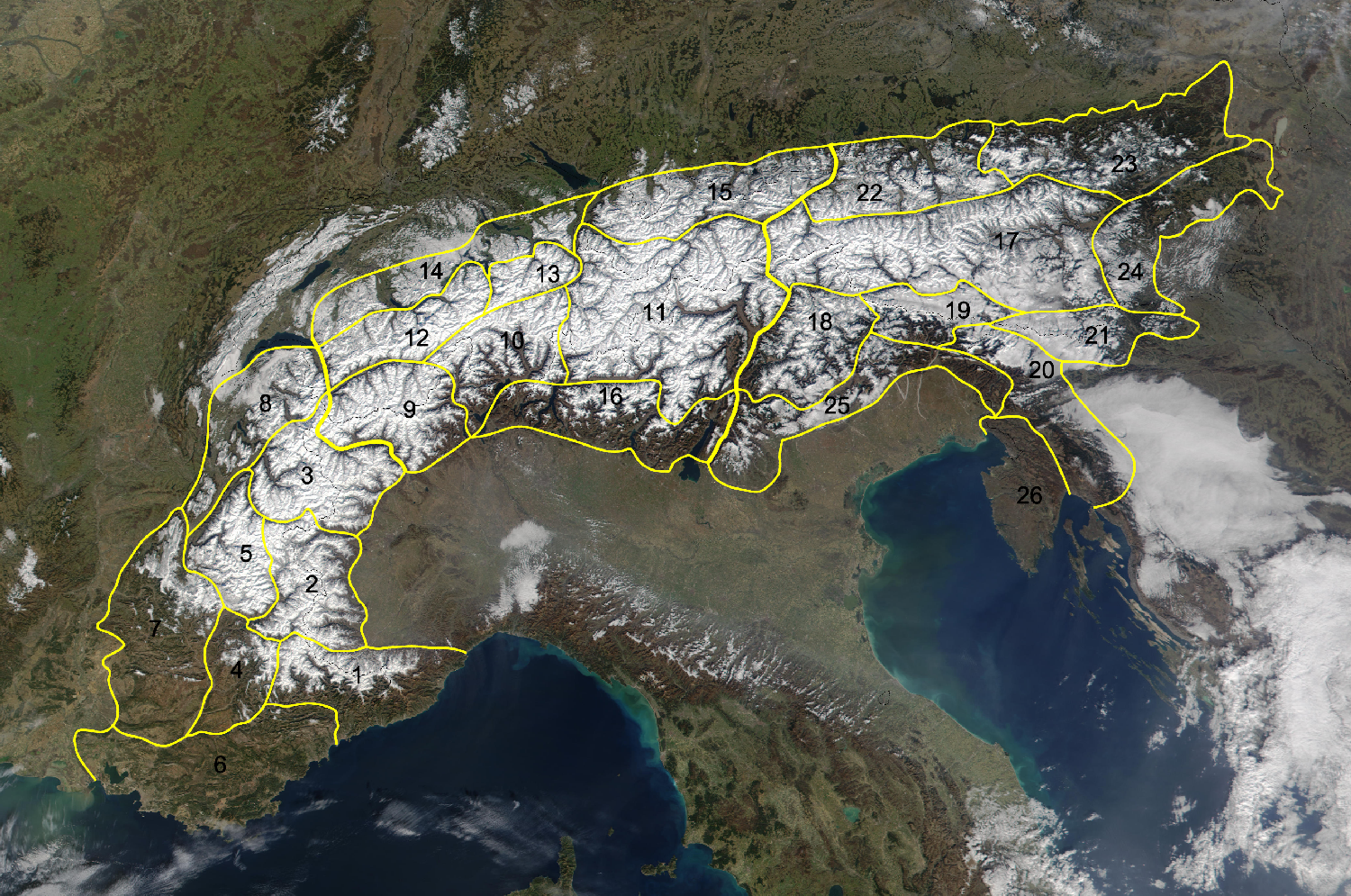
Satelitní fotografie s 26 úseky rozdělení Alp.

Obecné schéma

Členění či dělení Alp (italsky partizione delle Alpi) je italský systém klasifikace alpského pohoří přijatý v roce 1924 u příležitosti IX. italského geografického kongresu a oficiálně schválený v roce 1926. Byl tak jedním z prvních podrobnějších dělení evropských hor, která zohledňovala celé alpské území, nikoli jen v hranicích jednoho státu.  
Hlavní rozdělení popisuje tři hlavní části celého alpského systému: Západní Alpy, Střední (Centrální) Alpy a Východní Alpy, dále rozdělené do 26 sekcí a 112 podskupin.
Přímořské Alpy, Kottské Alpy, Grajské Alpy, Penninské (Walliské) Aply, Lepontské Alpy, Rétské Alpy, Karnské Alpy, Julské Alpy). 

## Západní Alpy
Podle rozdělení Alp jdou Západní Alpy od průsmyku Cadibona po Col Ferret a jejich nejvyšším vrcholem je Mont Blanc (4810 m). Podle kritéria rozdělení jsou Západní Alpy rozděleny do částí a skupin uvedených v tabulce níže  
| Číslo oddílu | český název           | italský název         | francouzský název    | sousední útvary                                                                                        | skupiny | nejvyšší bod                           | fotografie vrcholu |
| ------------ | --------------------- | --------------------- | -------------------- | --- | --- | -------------------------------------- | ------------------ |
| 1            | Přímořské Alpy        | Alpi Marittime        | Alpes maritimes      | Colle di Cadibona Colle della Maddalena                                                                | 1a Ligurské Alpy 1b Varské Alpy 1c Nicejské Předalpí                                                                                     | 3.297 m (Monte Argentera)              |                    |
| 2            | Kottické Alpy         | Alpi Cozie            | Alpes cottiennes     | od Colle della Maddalena po Colle del Moncenisio                                                       | 2a jižní Kottické Alpy či Monvisánské Alpy 2b střední Kottické Alpy či Mongineverské Alpy 2c severní Kottické Alpy či Moncenisijské Alpy | 3.841 m (Monviso)                      |                    |
| 3            | Grajské Alpy          | Alpi Graie            | Alpes grée           | od Colle del Moncenisio po Col Ferret                                                                  | 3a Gran Paradiso 3b Tarantaiské Alpy 3c Mont-blancský masiv                                                                              | 4.808 m (Mont Blanc)                   |                    |
| 4            | Provensálské Alpy     | Alpi di Provenza      | Alpes de Provence    | od toku Verdony po horní tok Durance                                                                   | 4a Assenské hory 4b Bléonské hory | 2.961 m (Tête de l'Estrop)             |                    |
| 5            | Dauphinéské Alpy      | Alpi del Delfinato    | Alpes du Dauphiné    | Tok Guisany, řeka Durance, jezero Serre-Ponçon, řeka Drac, řeka Isère, řeka Arc, říčka Valloirette     | 5a Champsaurské hory 5b masiv Pelvoux 5c Morianské hory                                                                                  | 4.103 m (Barre des Écrins)             |                    |
| 6            | Provensálské Předalpí | Prealpi di Provenza   | Préalpes de Provence | mezi Středozemním mořem, řekou Var, středním tokem Verdony a dolním tokem Durance                      | 6a Chaînes des Plans 6b Hora Sainte Victoire 6c Masif Sainte Baume 6d Maureské hory 6e Esterelské hory                                   | 1.996 m (Puy de Rent)                  |                    |
| 7            | Dauphinéské Předalpí  | Prealpi del Delfinato | Préalpes du Dauphiné | mezi Rhônou, Isèrou, středním tokem Durance a Dracem                                                   | 7a Luberonský masiv 7b Vaucluské Předalpí 7c Devoluyské Předalpí 7d Vercors                                                              | 2.790 m (Grande Tête de l'Obiou)       |                    |
| 8            | Savojské Předalpí     | Prealpi di Savoia     | Préalpes de Savoie   | mezi Trientem, Arvou, Arly, Isèrou, Ženevským jezerem a úsek Rhôny včetně Martigny a Ženevským jezerem | 8a Chablaisské Alpy 8b Le Reposoir 8c Baugeské Předalpí 8d pohoří Grande Chartreuse                                                      | 3.257 m (Haute Cime des Dents du Midi) |                    |

## Střední Alpy
Podle rozdělení Alp jdou Střední Alpy od Col Ferret do Brennerského průsmyku a jejich nejvyšším vrcholem je Monte Rosa (4634 m). Podle kritéria dělení jsou Střední Alpy rozděleny do částí a skupin uvedených v tabulce níže: 
| Číslo oddílu | český název                     | italský název                  | německý název       | sousední útvary                                                                               | skupiny | nejvyšší bod                       | fotografie vrcholu |
| ------------ | ------------------------------- | ------------------------------ | ------------------- | --------------------------------------------------------------------------------------------- | --- | ---------------------------------- | ------------------ |
| 9            | Peninské (Walliské) Alpy        | Alpi Pennine                   | Penninische Alpen   | od Col Ferret po Sempionský průsmyk                                                           | 9a Walliské Alpy 9b údolí Valsesia | 4.634 m (Monte Rosa - Punta Dufur) |                    |
| 10           | Lepontské Alpy                  | Alpi Lepontine                 | Lepontinische Alpen | od Sempionského průsmyku po Spluganský průsmyk (Splügenpass)                                  | 10a Monte Leone 10b Adulské Alpy 10c Tessinské Alpy | 3.552 m (Monte Leone)              |                    |
| 11           | Rétské Alpy                     | Alpi Retiche                   | Rätische Alpen      | od Splügenského průsmyku po Reschenský průsmyk                                                | 11a Albulské Alpy a Silvretta 11b Plessurské Alpy 11c Rätikonské hory 11d Verwallské hory 11e Berninský masiv 11f Umbraglio 11g Venostské/Ötztalské Alpy 11h Breonské Alpy 11i Sarntalské Alpy 11j Ortleské Alpy 11k Valdinonské hory 11l Adamello 11m Brentské Dolomity | 4.050 m (Pizzo Bernina)            |                    |
| 12           | Bernské Alpy                    | Alpi Bernesi                   | Berner Alpen        | mezi Rhônou Reussem, Lucernským jezerem, Brienzským jezerem, Thunským jezerem, Simmou a Sánou | 12a masiv Finsteraarhorn 12b Wildhornský masiv 12c Urnské Alpy | 4.274 m (Finsteraarhorn)           |                    |
| 13           | Glarnské Alpy                   | Alpi di Glarona                | Glarner Alpen       | mezi Reussem a Rýnem                                                                          | 13a Tödi 13b Sardonské (Glarnské) hory | 3.614 m (Tödi)                     |                    |
| 14           | Švýcarské Předalpí              | Prealpi svizzere               | Schweizer Voralpen  | mezi Ženevským jezerem a Bodamským jezerem až po Švýcarskou náhorní plošinu                   | 15a Simmentalské Předlpí 15b Emmentalské Předalpí 15c Linthské Předalpí | 2.970 m (Schilthorn)               |                    |
| 15           | Bavorské Alpy Bavorské Předalpí | Alpi Bavaresi Prealpi Bavaresi | Bayrische Voralpen  | mezi Rýnem, Bodamským jezerem, Arlberským průsmykem, Innem a Bavorskou náhorní plošinou       | 14a Algavské Alpy 14b Lechtalské Alpy 14b Achenseeské hory | 2.657 m (Großer Krottenkopf)       |                    |
| 16           | Lombardské Alpy                 | Prealpi Lombarde               | -                   | mezi Lago Maggiore, Addou, Adiží a Pádskou nížinou                                            | 16a Luganské Alpy 16b Orobské Alpy 16c Bergamské Alpy 16d Brescianské Alpy 16e Giudicarské Alpy 16f masiv Monte Baldo | 3.050 m (Pizzo Coca)               |                    |

## Východní Alpy
Podle rozdělení Alp se východní Alpy rozkládají od Brennerského průsmyku po průsmyk Vrata a jejich nejvyšším vrcholem je Großglockner (3798 m). Podle kritéria rozdělení jsou východní Alpy rozděleny do sekcí a skupin uvedených v tabulce níže  .
| Číslo oddílu | český název                         | italský název                            | německý nebo slovenský název        | sousední útvary                                                                                            | skupiny | nejvyšší bod              | fotografie vrcholu |
| ------------ | ----------------------------------- | ---------------------------------------- | ----------------------------------- | --- | --- | ------------------------- | ------------------ |
| 17           | Norické Alpy                        | Alpi Noriche                             | Norische Alpen (něm.)               | od Brennerského průsmyku k Schoberovu průsmyku (rakouská strana) nebo k Toblašskému sedlu (italská strana) | 17a Tuxské Alpy 17b Zillertalské Alpy 17c Vysoké Taury 17d Nízké Taury 17e Korutanské Alpy                                                                      | 3.798 m (Großglockner)    |                    |
| 18           | Dolomity                            | Dolomiti                                 | Dolomiten (něm.)                    | mezi Adiží, Piavou a Rienzou                                                                               | 18a Gardenské a Fassanské Dolomity 18b Marmolada 18c Ampezzanské a Cadorské Dolomity 18d Valsuganské a Primierské Dolomity                                      | 3.343 m (Marmolada)       |                    |
| 19           | Karnské Alpy                        | Alpi Carniche                            | Karnische Alpen (něm.)              | od Kreuzberské průsmyku (Monte Croce Comelico) po Camporosské sedlo                                        | 19a Gailtalské Alpy 19b Tolmezzinské Alpy | 2.780 m (Monte Coglians)  |                    |
| 20           | Julské Alpy                         | Alpi Giulie                              | Julijske Alpe (slov.)               | od Camporosské ho sedla po Vratský průsmyk                                                                 | 20a Severní Julské Alpy 20b Vysoký Kras 20c Corniolinslký Kras                                                                                                  | 2.863 m (Monte Tricorno)  |                    |
| 21           | Trivenetské Alpy                    | Prealpi Trivenete                        | -                                   | mezi Adiží, Brentou, Piavou, Tagliamentem a Sočou                                                          | 21a Lessinské Alpy 21b Asiaganská náhorní plošina 21c Monte Grappa 21d Bellunské Alpy 21e Jižní Karnské Alpy 21f Julské Předalpí                                | 2.706 m (Cima dei Preti)  |                    |
| 22           | Carso                               | Carso                                    | Kras (slov.)                        | mezi Sočou a Kvarnerským zálivem                                                                           | 22a Malý Kras 22b Istrijský Kras | 1.396 m (Monte Maggiore)  |                    |
| 23           | Salcburské Alpy Salcburské Předalpí | Alpi Salisburghesi Prealpi di Salisburgo | Salzburger Voralpen (něm.)          | | 23a Kitzbühelské Alpy 23b Steinernes Meer 23c Kaisergebirge 23d Leoganger Steinberge 23e Tennengebirge 23f Dachsteinské hory                                    | 2.863 m (Hoher Dachstein) |                    |
| 24           | Rakouské Alpy Rakouské Předalpí     | Alpi Austriache Prealpi Austriache       | Österreichische Voralpen (něm.)     | mezi Traunem, Salzou, Mürzou a Dunajem                                                                     | 24a Totes Gebirge 24b Pyhrgasské hory 24c Sengsengebirge 24d Ennstalské Alpy 24e Hochschwab 24f Raxalpe 24g Schneeberg 24h Ötscherské Předalpí 24i Vídeňský les | 2.277 m (Hochschwab)      |                    |
| 25           | Štýrské Předalpí                    | Prealpi di Stiria                        | Steirische Voralpen (něm.)          | mezi Drávou, Lavantou, Mürzou a nížinami Dunaje                                                            | 25a Stubaiské Alpy 25b Gleinské Alpy 25c Hochské Alpy 25d Korské Alpy 25e Slovenske gorice 25f Štýrské hory 25g Bucklige Welt 25h Rosaliengebirge               | 2.187 m (Ameringkogel)    |                    |
| 26           | Karavanky                           | Prealpi Caravanche - Bacher              | Karawanken (něm.) Karavanke (slov.) | mezi Drávou a Sávou                                                                                        | 26a Karavanky 26b Pohorije (Bachergebirge) | 2.558 m (Grintovec)       |                    |